# Macizo de Balaitús
El Balaitús (en francés Balaïtous, en aragonés Pico Os Moros, en occitano Vathleitosa) es un macizo granítico de los Pirineos, situado en la frontera entre España y Francia, que marca el comienzo por el oeste de los Altos Pirineos. Su punto culminante es el pico Balaitús, de 3144 m s. n. m. En este macizo se halla el pico de más de 3000 m de altitud más occidental de los Pirineos: Frondella Oeste (o Frondella Occidental o Frondella SW) (3001 m s. n. m.), aunque según unas mediciones no llega a los 3000 m de altitud, en cuyo caso sería la Frondella Central (3055 m).
Parece que el nombre del macizo proviene del occitano gascón "vath" (valle) y "leitosa" (lechosa). Otra denominación es de Marmuré, o Gran Marmuré, que se ha traducido en abundante cartografía española como Pico de los Moros, nombre que no cuenta con tradición.[cita requerida]
Se sitúa entre el español Valle de Tena (Sallent de Gállego) y el francés Val d'Azun.

## Ascensiones
- 1825: la primera ascensión del Balaitús la realizaron los técnicos geodésicos franceses Peytier y Hossard después de haber hecho cima por error, debido a la niebla, en el pico de Palas.
- 1864: la segunda ascensión la realizó el gran pirineista Charles Packe, que después de varios intentos fallidos consiguió cumbre creyendo ser el primero en lograrlo, para descubrir con sorpresa las evidencias de la primera ascensión de 1825.

## Rutas de ascensión[citarequerida]
Existen diversas rutas de ascenso al Balaitús, pero ninguna es fácil, sobre todo por el desnivel superior a 1500 m que existe desde cualquier punto de acceso por carretera.
En la parte francesa la ruta más frecuente es atravesando el glaciar de Las Neous partiendo de alguno de los refugios de la zona, Larribet (2060 m), Balaïtous (G. Ledormeur) (1970 m) o Arrémoulit (2305 m).
En la parte española se parte desde el aparcamiento de La Sarra, cerca de Sallent de Gállego y luego o bien hacia los lagos de Arriel, ascendiendo por la Gran Diagonal (la ruta más sencilla en verano sin nieve, desaconsejada en invierno), o hacia el lago y refugio de Respomuso ascendiendo por el barranco de respomuso hasta la Brecha de Latour. Ascensión algo comprometida con pasos de grado II+, aunque en la subida no haga falta material de escalada ya que al final de la brecha aparecen un par de clavijas que ayudan a progresar por la roca.Una vez alcanzado la loma cimera se llega cómodamente al trípode cimero.El descenso requiere cierta experiencia y material adecuado.
Otras rutas famosas son la cresta de Costerillou, la cresta del Diablo...